# デキストロチロキシン
デキストロチロキシン（Dextrothyroxine）は、チロキシンのD-異性体（右旋性）である。コレステロールを下げる薬として研究されたが、心臓の副作用の為に中止された。肝リパーゼを増加させ、トリグリセリドの利用率を高め、血清中のリポタンパク質(a)の濃度を低下させる。左旋性のL-チロキシンは、内因性の甲状腺ホルモンであると同時に、甲状腺ホルモン補充療法に用いられる医薬品である。

## 参考資料
1. ↑  “KEGG DRUG: デキストロチロキシンナトリウム”. www.genome.jp. 2021年10月3日閲覧。
2. ↑  “(R)-2-アミノ-3-[3,5-ジヨード-4-(3,5-ジヨード-4-ヒドロキシフェノキシ)フェニルプロピオン酸 | 51-49-0]”. www.chemicalbook.com. 2021年10月3日閲覧。
3. ↑  “Dextrothyroxine (Code C61719)”. NCI Thesaurus.   National Cancer Institute (2011年11月14日). 2020年1月28日閲覧。
4. ↑  “Comparison of effectiveness of thyrotropin-suppressive doses of D- and L-thyroxine in treatment of hypercholesterolemia”. The American Journal of Medicine 77 (3):  475–81. (September 1984). doi:10.1016/0002-9343(84)90107-4. PMID 6475988.
5. ↑  “D-thyroxine reduces lipoprotein(a) serum concentration in dialysis patients”. Journal of the American Society of Nephrology 9 (1):  90–6. (January 1998). PMID 9440092.